# Zamach w Ankarze (13 marca 2016)
Zamach w Ankarze – akt terrorystyczny, który miał miejsce 13 marca 2016 przy placu Kızılay. W wyniku eksplozji pojazdu wypełnionego z materiałami wybuchowymi zginęło 37 osób, a 125 osób odniosło obrażenia.

## Przebieg zamachu
Zamach terrorystyczny został przeprowadzony przy użyciu pojazdu wypełnionego z materiałami wybuchowymi w pobliżu siedzib resortów spraw wewnętrznych, sprawiedliwości i na terenie sądu. Po zamachu aresztowano 11 osób podejrzanych o udział w ataku, a wśród jednych zamachowców samobójców była kobieta. Według premiera Ahmeta Davutoğlu za zamach odpowiedzialna jest Partia Pracujących Kurdystanu (PKK).